# Soulful Dress
Soulful Dress est un album de blues de Marcia Ball, sorti en 1984 chez Rounder Records.

## Liste des titres
| 1.    | Soulful Dress (McAlister, Vali)                      | 3:16 |
| 2.    | Make Your Move Too Soon                              | 3:19 |
| 3.    | I'd Rather Go Blind (Billy Foster, Ellington Jordan) | 5:08 |
| 4.    | Jailbird (Bartholomew)                               | 2:58 |
| 5.    | Eugene                                               | 3:44 |
| 6.    | My Mind's Made Up                                    | 2:29 |
| 7.    | A Thousand Times                                     | 3:25 |
| 8.    | That's Why I Love You (Moore)                        | 3:33 |
| 9.    | Soul on Fire (Baker, Ertegün, Wexler)                | 4:46 |
| 10.   | Don't Want No Man                                    | 3:00 |
| 35:38 |                                                      |      |